# Carlos Menditéguy
Carlos Alberto Menditéguy (ur. 10 sierpnia 1914 w Buenos Aires, zm. 27 kwietnia 1973 tamże) – argentyński kierowca wyścigowy i gracz polo. W Formule 1 zadebiutował w sezonie 1953. Został zgłoszony do 11 Grand Prix, zdobywając w sumie 9 punktów i jedno podium. Po Formule 1 zaangażował się także w wyścigi samochodów turystycznych.
Poza grą w polo był również trenerem jazdy konnej.
Zmarł w 1973. Został pochowany na cmentarzu Cementerio de la Recoleta.

## Wyniki w Formule 1
| Legenda oznaczeń w tabelach wyników Wyświetl szablon na nowej stronie | Legenda oznaczeń w tabelach wyników Wyświetl szablon na nowej stronie                                                                     |
| Oznaczenie                                                            | Wyjaśnienie |
| --------------------------------------------------------------------- | --- |
| Złoty                                                                 | Zwycięzca lub mistrzostwo |
| Srebrny                                                               | 2. miejsce lub wicemistrzostwo |
| Brązowy                                                               | 3. miejsce lub II wicemistrzostwo |
| Zielony                                                               | Ukończył, punktował (w klasyfikacji generalnej, gdy zdobył co najmniej jeden punkt na przestrzeni sezonu, poza trzema powyższymi opcjami) |
| Niebieski                                                             | Ukończył, nie punktował (w klasyfikacji generalnej, gdy nie zdobył co najmniej jednego punktu na przestrzeni sezonu)                      |
| Czerwony                                                              | Nie zakwalifikował się (NZ) |
| Czerwony                                                              | Nie prekwalifikował się (NPK) |
| Różowy                                                                | Nie ukończył (NU) |
| Różowy                                                                | Niesklasyfikowany (NS) (w klasyfikacji generalnej, gdy nie został sklasyfikowany w żadnym wyścigu sezonu)                                 |
| Czarny                                                                | Zdyskwalifikowany (DK) |
| Czarny                                                                | Wykluczony (WYK/EX) |
| Biały                                                                 | Nie wystartował (NW) |
| Biały                                                                 | Kontuzjowany (K/INJ) |
| Biały                                                                 | Wyścig odwołany (OD/C) |
| Bez koloru                                                            | Został wycofany (WYC/WD) |
| Bez koloru                                                            | Nie przybył (NP/DNA) |
| Bez koloru                                                            | Nie brał udziału w treningach (NT/DNP) |
| Bez koloru                                                            | Nie został zgłoszony (–) |
| Pogrubienie                                                           | Start z pole position |
| Kursywa                                                               | Najszybsze okrążenie wyścigu |
| †                                                                     | Nie ukończył, ale jego rezultat został zaliczony ze względu na przejechanie więcej niż 90% dystansu wyścigu.                              |
| *                                                                     | Sezon w trakcie |
| 1/2/3                                                                 | Punktowana pozycja w sprincie kwalifikacyjnym                                                                                             |
| Lista systemów punktacji Formuły 1                                    | |

| Rok  | Zespół                    | Samochód            | Silnik      | 1      | 2      | 3   | 4      | 5      | 6   | 7     | 8   | 9   | 10  | 11  | Msc. | Pkt. |
| ---- | ------------------------- | ------------------- | ----------- | ------ | ------ | --- | ------ | ------ | --- | ----- | --- | --- | --- | --- | ---- | ---- |
| 1953 | Equipe Gordini            | Gordini T16         | Gordini R6  | ARG NU | 500    | NLD | BEL    | FRA    | GBR | DEU   | CHE | ITA |     |     | –    | 0    |
| 1954 | Onofre Marimón            | Maserati A6GCM/250F | Maserati R6 | ARG NW | 500    | BEL | FRA    | GBR    | DEU | CHE   | ITA | ESP |     |     | –    | 0    |
| 1955 | Officine Alfieri Maserati | Maserati 250F       | Maserati R6 | ARG NU | MCO    | 500 | BEL    | NLD    | GBR | ITA 5 |     |     |     |     | 19   | 2    |
| 1956 | Officine Alfieri Maserati | Maserati 250F       | Maserati R6 | ARG NU | MCO    | 500 | BEL    | FRA    | GBR | DEU   | ITA |     |     |     | –    | 0    |
| 1957 | Officine Alfieri Maserati | Maserati 250F       | Maserati R6 | ARG 3  | MCO NU | 500 | FRA NU | GBR NU | DEU | PES   | ITA |     |     |     | 14   | 4    |
| 1958 | Scuderia Sud Americana    | Maserati 250F       | Maserati R6 | ARG 7  | MCO    | NLD | 500    | BEL    | FRA | GBR   | DEU | POR | ITA | MOR | –    | 0    |
| 1960 | Scuderia Centro Sud       | Cooper T51          | Maserati R4 | ARG 4  | MCO    | 500 | NLD    | BEL    | FRA | GBR   | POR | ITA | USA |     | 19   | 3    |